# Йерухам
Йерухам или Йерохам (ивр. ירוחם‎) — местный совет в Южном округе Израиля. Его площадь составляет 38 584 дунамов.

## Библейские времена
Название Йерухам впервые встречается в надписи фараона Шешонка I, вторгшегося в Иудейское царство в конце десятого века до нашей эры. У западного въезда в город находится Тель Рахма, который идентифицируют как древний Йерухам.

## 1950-е и 1960-е года
В 1951 году Амнон Цаири из кибуца Ган-Шмуэль основал на этом месте временный лагерь (маабара) для репатриантов из Румынии под названием Кфар-Йерухам; через 6 лет он пополнился репатриантами из Марокко, Ирана, Индии. Посёлок располагался на пути из Беер-Шевы в Эйлат, на так называемой «нефтяной трассе». Первым главой поселения стал Пинхас Маанит, один из основателей Нахалаля, перебравшийся в лагерь вместе с семьёй.
В 1959 лагерь был расформирован и на его месте был основан местный совет; его глава остался тем же. В 1962, когда его население достигло 1700 жителей, посёлок получил своё нынешнее название. Через два года рядом был организован ещё лагерь, в котором переселили 3000 человек.
В 1965 году была проложена новая дорога, связывающая Беер-Шеву и Эйлат — трасса ха-Арава, и транзитное движение перестало проходить через Йерухам; положение усугубилось прокладкой дороги Беер-Шева — Мицпе-Рамон. Всё это, вкупе с отдалённостью места от центра страны, привело к оттоку молодёжи из Йерухама. Вместе с тем, в 60-е годы там открылся первый завод.

## 1970-е и 1980-е года
В 1970-х годах в Йерухам прибыла группа ортодоксальных евреев в поисках дешёвого для жизни места, они основали небольшую общину со своими учебными заведениями, главное из которых — йешива, находящаяся с 1985 года под управлением раввина Рафаэля Тикочинского, привлёкшего много учеников. В 1978 году профессор Менахем Алексанберг прибыл на место с группой семей — приверженцев религиозного сионизма; они основали колледж искусств и еврейства. Колледж был успешным и несколько лет работал, как филиал университета Бар-Илан, но во время пребывания Алексанберга а США он был закрыт по политическим причинам.
В 1983 году Барух Альмакейс был избран первым главой совета. При нём было открыто несколько новых учебных заведений, но безработица достигла 39 %. Одна из его крупнейших, но противоречивых инвестиций — «Йерухамский парк», в своё время считавшийся очень успешным, но впоследствии признанный проблемным (из-за накопления мусора и ядовитых отходов плавание в пруду было запрещено, а рыба погибла).
С 1986 года в Йерухам стали прибывать группы «Бней Акива», увеличившие его население.

## 1990-е и 2000-е года
В 1990-е годы посёлок пополнился репатриантами из Советского Союза, и в меньшей степени- из США и Великобритании. На сегодняшний день около половины жителей Йерухама — выходцы из Северной Африки, четверть — выходцы из СНГ и 14 %- из Индии.
После того, как местный совет погряз в долгах в результате неэффективных инвестиций, МВД решило распустить существующий совет, и в 1992 на выборах победил уроженец Йерухама Моти Ависрур. В 2003 году Альмакейс победил Ависрура на очередных выборах, и долги местного совета возросли настолько, что муниципальные работники перестали получать зарплату, а различные фонды прекратили все инвестиции в Йерухам. Зимой 2005 года в результате многократных обращений в суд Альмакейс был смещён со своего поста, а на его место назначен генерал-майор в отставке Амрам Мицна, ранее возглавлявший Хайфу и председатель партии Авода.
Мицна продвигал проекты по улучшению инфраструктуры, образования и окружающей среды; среди прочего, в его каденцию было принято решение о переносе многих тренировочных баз АОИ из центра страны в окрестности Йерухама, а количество компьютеров в школах достигло 4 на ученика (первое место в Израиле). В 2008 году каденция Мицны была продлена на два года указом министра внутренних дел.
В 2010 году были проведены выборы, на которых победил Михаэль Битон. С 2018 года мэр - Таль Охана

## Население
По данным Центрального статистического бюро Израиля, население на начало 2020 года составляло 10 294 человека.
Естественный прирост населения — 0,9 %.
Средняя зарплата на 2007 год — 5502 шекелей. Среднемесячная заработная плата работника в 2019 году составила 7695 шекелей (в среднем по стране: 9745 шекелей).
График роста населения Йерухама:

## Занятость
В Йерухаме несколько промышленных предприятий, на которых работают 1150 человек — фармацевтический завод Агис (Перриго), строительный завод «Акерштейн», предприятие по производству соков «Темпо». Около 250 человек работают в госучреждениях, в основном — в школах.
Йерухам входит в число 57 населенных пунктах Израиля, жителям которых положены льготы по подоходному налогу.